# Marcus Marius (Quästor)
Marcus Marius entstammte der plebejischen gens Maria und war um 125 v. Chr. Quästor der im Norden Kampaniens gelegenen oskischen Stadt Teanum Sidicinum.
Gaius Sempronius Gracchus berichtet in einer vom Buntschriftsteller Aulus Gellius auszugsweise überlieferten programmatischen Rede, dass ein namentlich nicht genannter römischer Konsul bei seiner Durchreise durch Teanum Sidicinum den sehr angesehenen Marcus Marius wegen eines unbedeutenden Beschwerdefalls auspeitschen ließ. In der Nachbarstadt Cales ist ebenfalls ein Marcus Marius durch eine erhaltene Inschrift wohl aus der 1. Hälfte des 1. Jahrhunderts v. Chr. belegt, laut der er der höchste Magistrat dieser Gemeinde mit dem Titel Prätor war.